# اشلی (میزوری)
اشلی، میزوری (انگلیسی: Ashley, Missouri) یک حوزه سرشماری در شهرستان پایک، میزوری است که واقع در شاهراه ۱۶۱ در ۶ مایلی جنوب بولینگ گرین، میزوری قرار دارد. اشلی در ۱۹۳۶ طراحی شد و از طرف اجتماع اشلی در ابتدا به نام ویلیام هنری اشلی نامگذاری شد که در سال ۱۸۲۰ فرماندار اشلی بود. همچنین اداره پست اشلی نیز در سال ۱۸۳۵ بنا شد و پروژه ساختمان سازی اشلی تا ۱۹۶۵ ادامه پیدا کرد.